# Joseph Murray
Joseph E. Murray (Milford, 1º aprile 1919 – Boston, 26 novembre 2012) è stato un chirurgo statunitense, vincitore, insieme a Edward Donnall Thomas, del premio Nobel per la medicina nel 1990, per «le scoperte riguardanti i trapianti di cellule e organi nel trattamento delle patologie umane». È stato il primo a eseguire con successo un trapianto di reni tra due gemelli identici.

## Biografia
Murray, nato e cresciuto a Milford, nel Massachusetts, studiò al College of the Holy Cross di Worcester. Terminati gli studi al college, si iscrisse alla Harvard Medical School di Boston. Una volta laureatosi, si arruolò nell'esercito degli Stati Uniti, nei cui ranghi studiò chirurgia al Valley Forge Army Hospital di Phoenixville, in Pennsylvania.
È scomparso nel 2012 all'età di 93 anni a seguito di un ictus al Brigham and Women's Hospital di Boston.

### Carriera
Nel dicembre del 1954, Murray portò a termine con successo il primo trapianto di reni tra gemelli (i gemelli Herrick) della storia, presso il Peter Pickle Bent Brigham Hospital. Nel 1959, eseguì il primo allotrapianto e, nel 1962, il primo trapianto di rene prelevato da un cadavere. Negli anni successivi, Murray divenne uno dei principali specialisti nei campi della biologia dei trapianti, dell'uso delle tecniche di immunosoppressione e degli studi sui meccanismi di rigetto. Negli anni sessanta, la scoperta di medicinali antirigetto come l'azatioprina gli permise di effettuare trapianti da donatori senza vincoli di parentela con i riceventi.
Murray è stato capo chirurgo plastico al Children's Hospital di Boston dal 1972 e dal 1985. Inoltre, è stato professore emerito di chirurgia all'Harvard Medical School.
Nel 1996 era stato nominato Accademico della Pontificia Accademia delle Scienze in Vaticano.

## Autobiografia
Nel 2001 ha pubblicato la sua autobiografia, intitolata Surgery Of The Soul: Reflections on a Curious Career, che racconta la storia di quattordici casi affrontati dal medico di Milford.